# Léon-Charles de Habsbourg-Lorraine
 Léon-Charles-Marie-Cyril-Méthode de Habsbourg-Lorraine, né à Pula, le 5 juillet 1893 et mort à Bestwina en Silésie à l'âge de 45 ans, le 28 avril 1939. Il est archiduc d'Autriche. Il est l'un des fils de Charles-Étienne de Teschen et Marie-Thérèse de Habsbourg-Toscane.

## Biographie

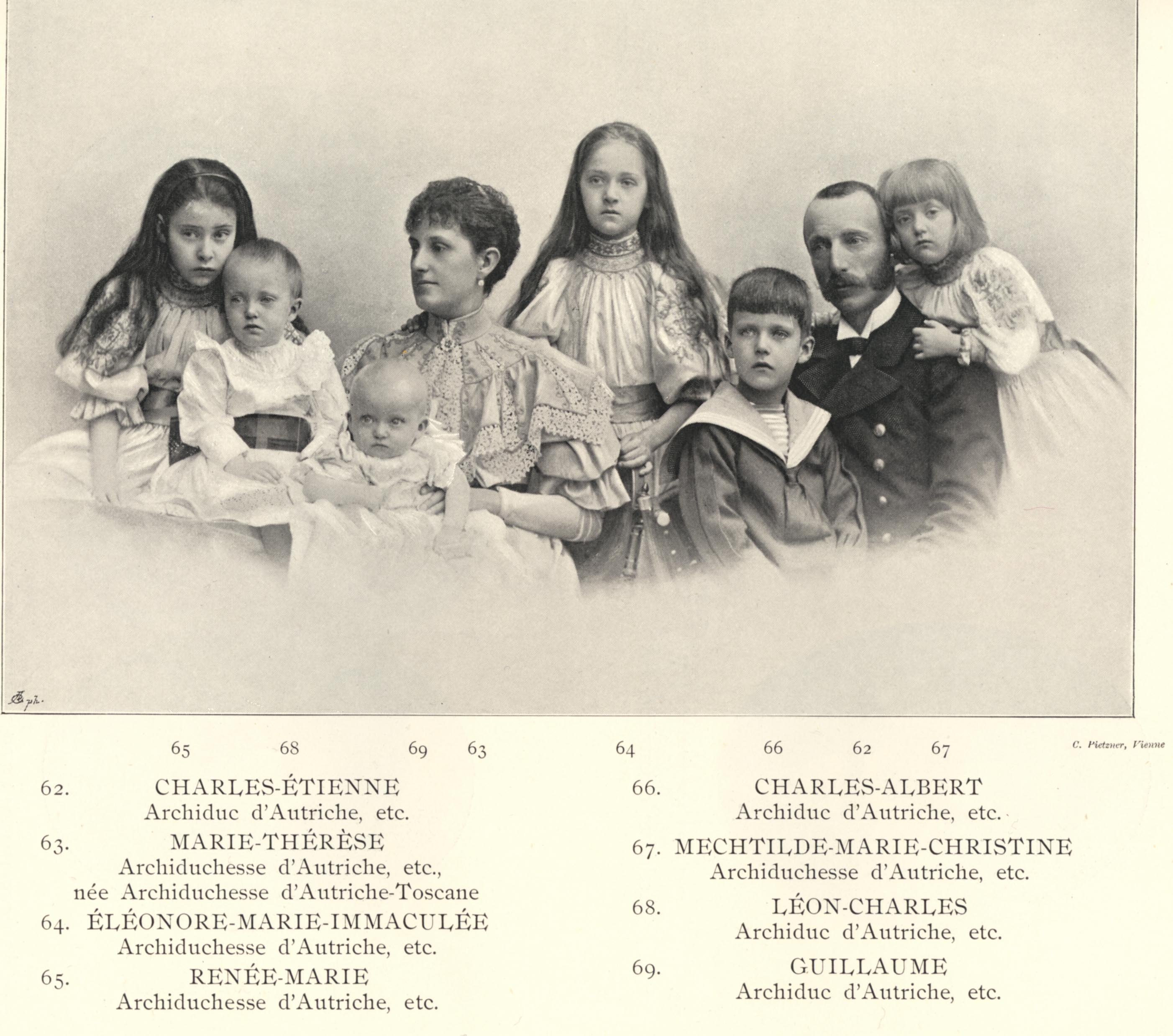
Le jeune archiduc Léon-Charles (no 68) en famille, encore habillé en fille (en 1896).

Léon-Charles est officier de l’armée austro-hongroise puis de l’armée polonaise. Il se marie morganatiquement en 1922 avec l'aristocrate autrichienne Marie Clothilde de Thuillières comtesse de Montjoye-Vaufrey et de la Roche (1893–1978). Le couple a cinq enfants.

## Honneurs
- L'archiduc Léon fut nommé chevalier de l’ordre de la Toison d’or en 1915 par l’empereur François-Joseph Ier (la même année que son frère cadet l'archiduc Guillaume)[1].